# بولنباخ
بولنباخ (به آلمانی: Bollenbach) یک شهر در آلمان است که در بیرکنفلد واقع شده‌است. بولنباخ ۱۶۰ نفر جمعیت دارد.